# Nowosełycia (rejon dniestrzański)
Nowosełycia (ukr. Новоселиця) – wieś na Ukrainie, w obwodzie czerniowieckim, w rejonie czerniowieckim, w hromadzie Kielmieńce. W 2001 liczyła 2520 mieszkańców.